# Нојлајнинген
Нојлајнинген (њем. Neuleiningen) општина је у њемачкој савезној држави Рајна-Палатинат. Једно је од 48 општинских средишта округа Бад Диркхајм. Према процјени из 2010. у општини је живјело 863 становника. Посједује регионалну шифру (AGS) 7332038.

## Географски и демографски подаци
Нојлајнинген се налази у савезној држави Рајна-Палатинат у округу Бад Диркхајм. Општина се налази на надморској висини од 300 метара. Површина општине износи 9,1 km². У самом мјесту је, према процјени из 2010. године, живјело 863 становника. Просјечна густина становништва износи 95 становника/km².